# مركز أولكسندر دوفجينكو الوطني

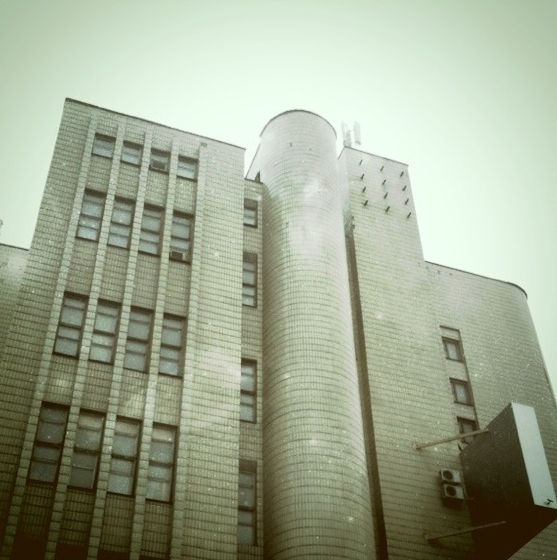
مركز أولكسندر دوفجينكو الوطني، كييف، أوكرانيا

مركز أولكسندر دوفجينكو الوطني (يُعرف أيضًا باسم مركز دوفجينكو) هو أرشيف أفلام حكومي ومجموعة ثقافية في كييف، أوكرانيا.

## تاريخه
تأسسَ في 1994 بمرسوم صادر عن رئيس أوكرانيا. وفي عام 2000، دُمجّ مركز دوفجينكو مع مصنع كييف لطباعة الأفلام السابق (الذي تأسس في 1948) وهو الوحيد والأكبر من نوعه في أوكرانيا وقد استحوذ على ممتلكات المصنع ومرافقه ومجموعة أفلامه. منذ 2006، أصبح المركز عضوًا في الاتحاد الدولي لأرشيف الأفلام. وأُلحق استوديو أفلام الرسوم المتحركة الأوكراني (المعروف أيضًا باسم أوكرانيمافيلم، المؤسس في 1990) بالمركز في 2019.
ومن 2016 إلى 2019، خضع المبنى الصناعي السابق للمركز لعملية تجديد وإصلاح كامل، وتحولّ إلى مجموعة ثقافية متعددة الأشكال الفنية. في سبتمبر 2019، افتتح المركز أول متحف أفلام في أوكرانيا.

## الهيكل
يدير مركز دوفجينكو مستودعًا للأفلام ومختبرات أفلام كيميائية ورقمية ومتحفاً وأرشيفًا للأفلام بالإضافة إلى وسائط إعلامية. يقع المعهد في مبنى من ثمانية طوابق في منطقة هولوسيف في كييف. وهو يدير أيضًا مسرحًا للفنون المسرحية يتسع لنحو 300 مقعدًا يقدم العرض الفني "المشهد 6"، يقع في الطابق السادس بجانب العديد من شركات الموسيقى المسرحية والفنون المسرحية والتجمعات المستقلة.

## المجموعة
تضم مجموعة أفلام مركز دوفجينكو أكثر من 5.500 فيلم روائي أوكراني وروسي وأمريكي وأوروبي ووثائقي وورسوم متحركة. والآلاف من وثائق الأرشيف والصور والملصقات وغيرها من الأعمال الفنية التي تمثل تاريخ السينما الأوكرانية منذ بداية القرن وحتى يومنا هذا. يعود أقدم فيلم مطبوع يحتفظ به المركز إلى عام 1910، وأنتجّ أقدم فيلم روائي أوكراني في مجموعة المركز في 1922.

## وصلات خارجية
- الموقع الرسمي